# Ю̂
Ю̂, ю̂ (Ю с циркумфлексом) — буква расширенной кириллицы, использовавшаяся в польском кириллическом алфавите.

## Использование
В польской кириллице соответствовала латинскому сочетанию ió, обозначающему [ʲu].
Использовалась в марийском алфавите А. Альбинского, в современном алфавите ей соответствует ӱ.
- Польский кириллический алфавит (заглавные буквы)
- Польский кириллический алфавит (строчные буквы)